# Vasgovie
La Vasgovie (Wasgau en allemand) est le nom d'une région à cheval sur la frontière franco-allemande dans les Vosges du Nord — départements de la Moselle et du Bas-Rhin — et la forêt palatine en Allemagne.

## Toponymie
Le nom Wasgau, francisé en Vasgovie, dérive de celui du dieu celte Vosegus, un dieu de la chasse et de la forêt, adapté d'une manière syncrétique par les Romains dans les expressions latines Vosegus mons (montagne de Vosegus) et silva Vosegus (forêt de Vosegus), d'où les formes du nom latin Wasacus, Vosagum, Vosegus ou Vosagus, le moyen haut allemand Wasigen qui donne lieu aux expressions allemandes contemporaines Wasgau et Wasgenwald ainsi que le nom de région français « les Vosges ».
Waskes signifie également Vosges en moyen-haut-allemand.

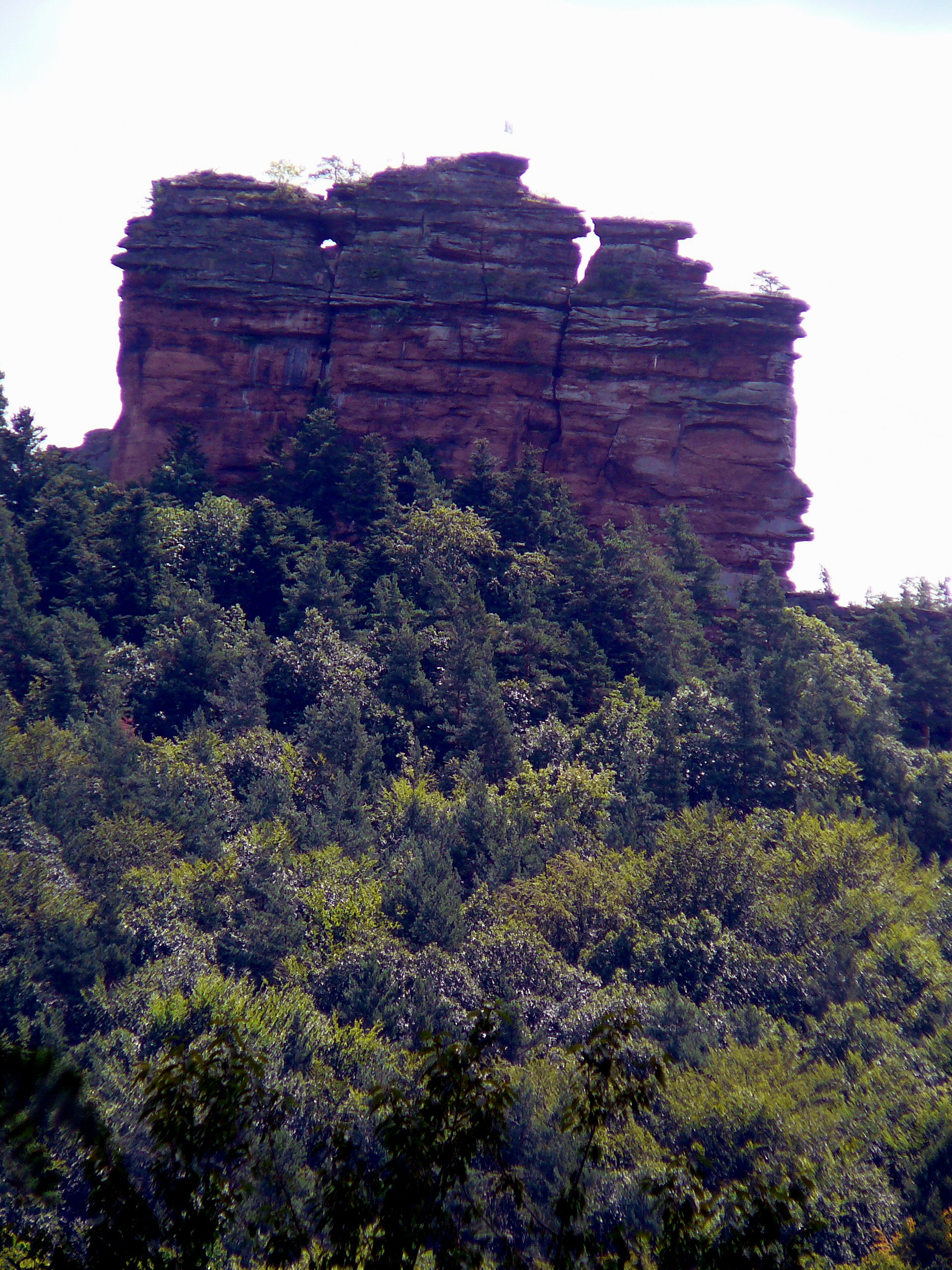
Rocher dit Asselstein à Annweiler.

Comme toutes les régions « naturelles », la Vasgovie a des limites quelque peu floues ;  elle s'étend du nord de la dépression de Saverne jusqu'au-delà de la frontière dans le Palatinat.

### Controverses
Le terme Vasgovie peut être mis en rapport avec l'ethnie des Basques, les Vascos (le B et le V sont interchangeables). 
Peuple montagnard d'origine mystérieuse, pour certains venus d'Europe centrale, Caucase, Carpates, trouvant dans les Vosges un séjour passager avant de migrer vers les Pyrénées. Pour d'autres, ils descendraient des Berbères d'Afrique du Nord. De typologie raciale cromagnoïdes et alpine, on trouve dans les caractères sanguins des analogies frappantes dans le Caucase, les Pyrénées et en Alsace et Moselle pour ce qui est des marqueurs génétiques : systèmes ABO, facteur Rhésus, HLA, etc.,.

### Géographie physique
La Vasgovie est réputée par la rigueur de son climat. Ses vallons, profondément encaissés et parfois étranglés, se prêtent à l'accumulation de l'air froid ; les trous de gel (Frostlöcher), y sont fréquents. Les forestiers y craignent les bris de glace en hiver et les cultivateurs les gelées nocturnes jusqu'au début de l'été.
On y trouve de nombreuses ruines de châteaux-forts érigés au Moyen Âge : château du Wasenbourg, château de Blumenstein, château de Waldeck, château de Schœneck, ...

## Principaux sommets
| Vasgovie de l'ouest      | Pays des roches de la Vasgovie   | Vasgovie de l'est             | Vasgovie du sud           |
| ------------------------ | -------------------------------- | ----------------------------- | ------------------------- |
| Gr. Eyberg (513 m)       | Grand Wintersberg (581 m)        | Hohe Derst (561 m)            | Wasenkoepfel (526 m)      |
| Gr. Mückenkopf (485 m)   | Rehberg (577 m)                  | Mohnenberg (547 m)            | Immenkopf (494 m)         |
| Hohe List (476 m)        | Wegelnburg (572 m)               | Bobenthaler Knopf (534 m)     | Arnsberg (479 m)          |
| Erlenkopf (472 m)        | Schlossberg (Hohenbourg) (551 m) | der brissetische Kopf (529 m) | Mont Saint-Michel (438 m) |
| Hoher Kopf (467 m)       | Schwobberg (524 m)               | Schletterberg (521 m)         | Hochkopf (429 m)          |
| Braunsberg (463 m)       | Maimont (515 m)                  | Duerrenberg (521 m)           | Hollaenderberg (423 m)    |
| Gr. Stephansberg (456 m) | Wasserstein (512 m)              | Krummer Ellenbogen (515 m)    | (Hoch) Ebersberg (423 m)  |
| Hoher Warsberg (451 m)   | Engenteich (496 m)               | Mittelkopf (515 m)            | Duerrberg(kopf) (421 m)   |
| Kl. Biesenberg (451 m)   | Jüngstberg (491 m)               | Treutelsberg (505 m)          | Hochfirst (421 m)         |

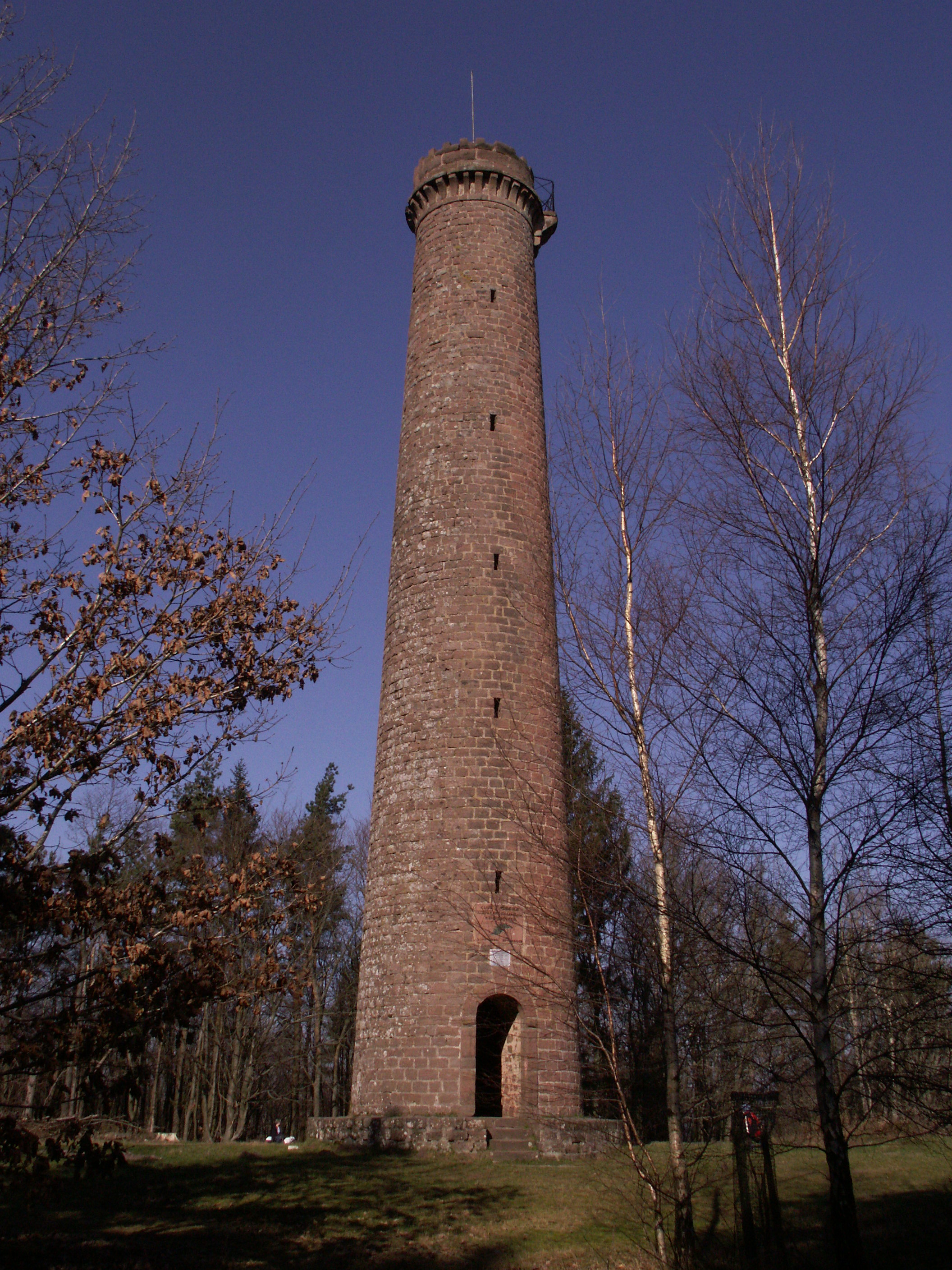
La tour du Grand Wintersberg (pays des roches de la Vasgovie)
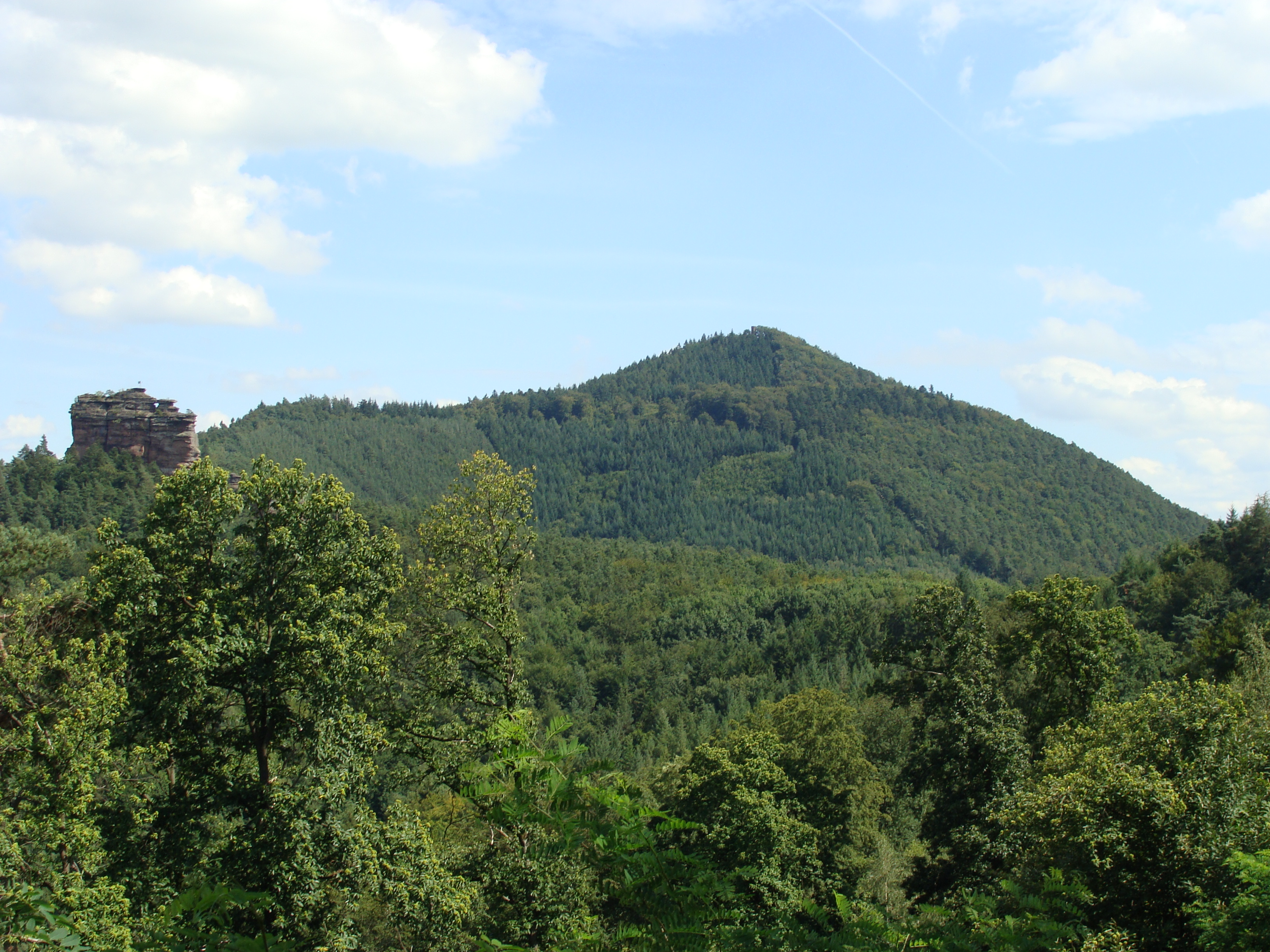
Vue du Rehberg (pays des roches de la Vasgovie)
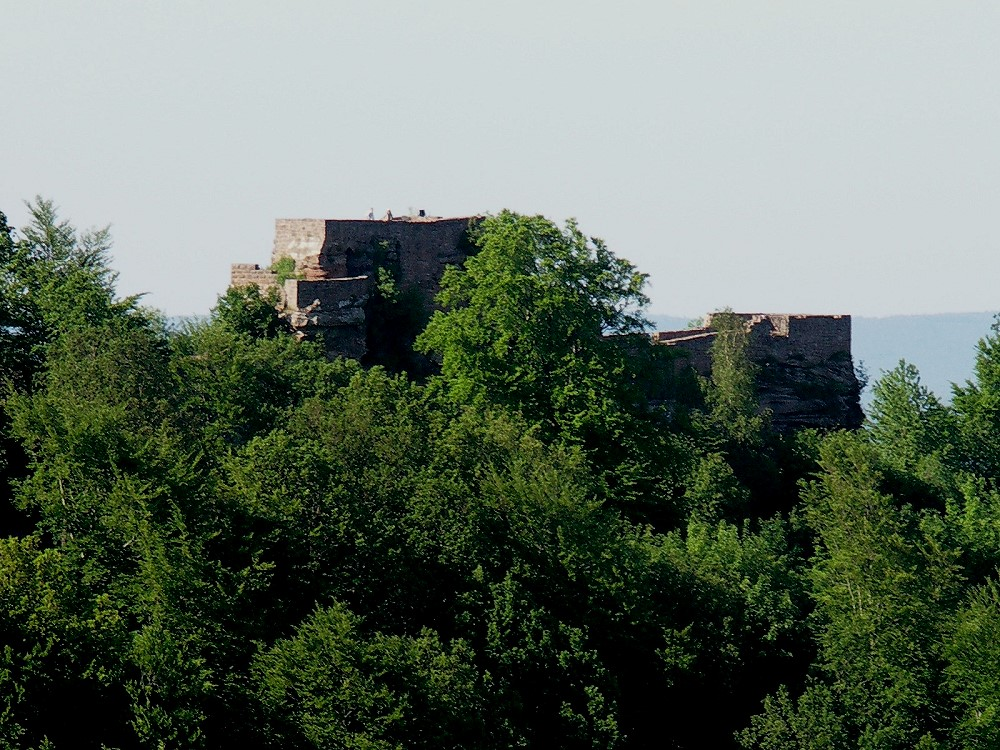
Vue du Schlossberg du Wegelnburg (pays des roches de la Vasgovie)
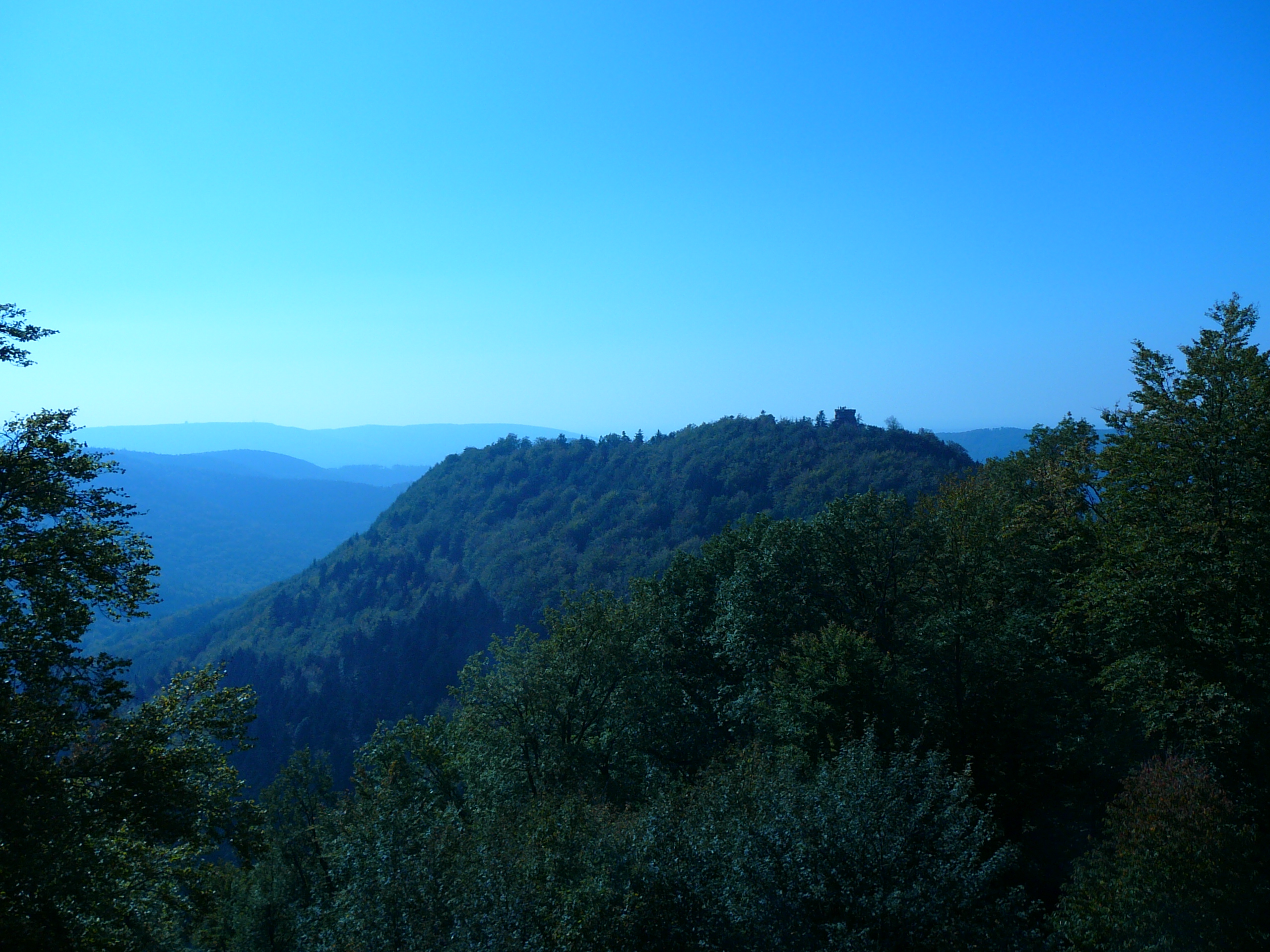
Vue du Schlossberg du Hohenbourg (pays des roches de la Vasgovie) depuis le Wegelnburg

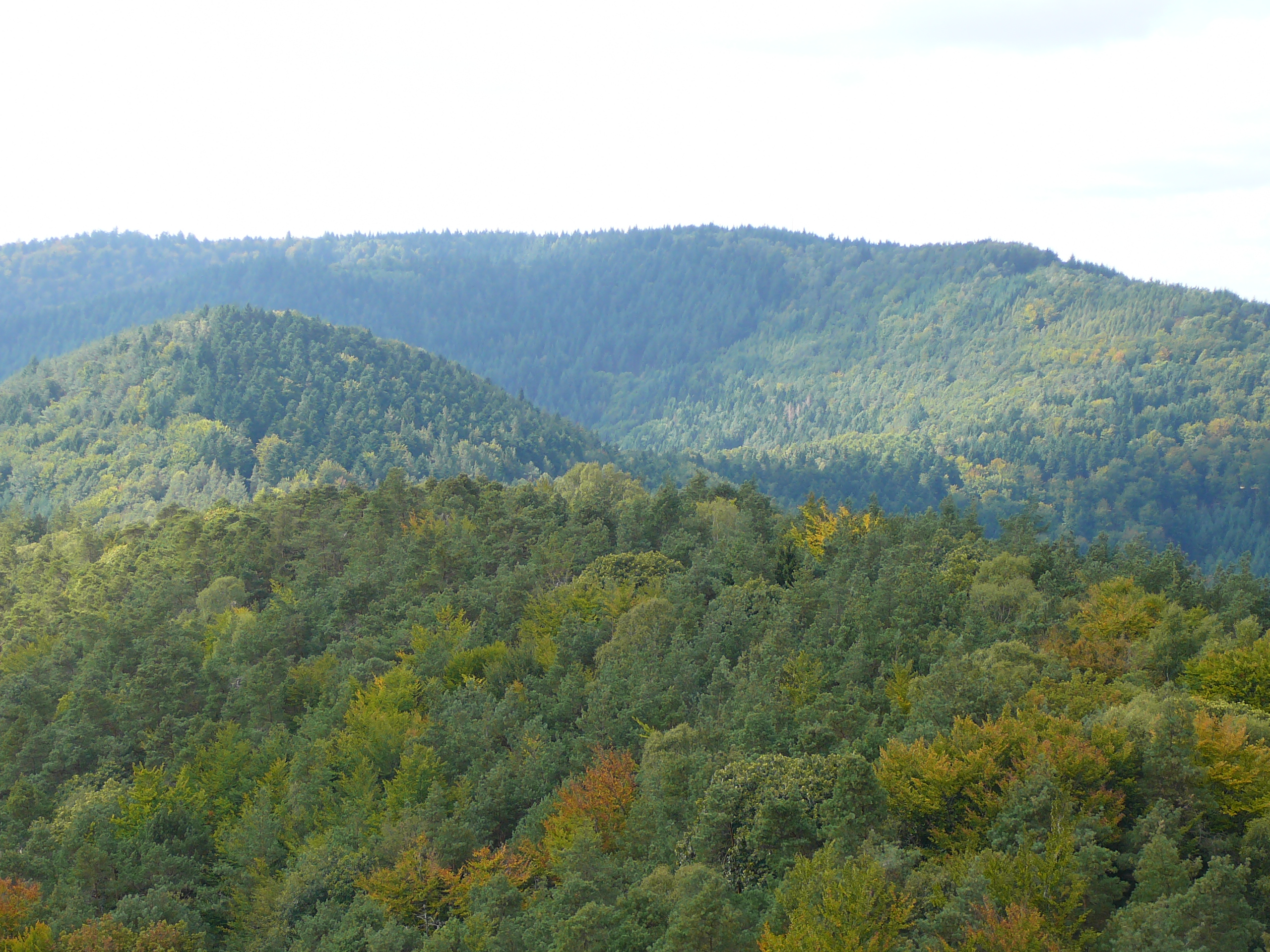
Vue du Hohe Derst (Vasgovie de l'est) depuis le Stäffelsberg
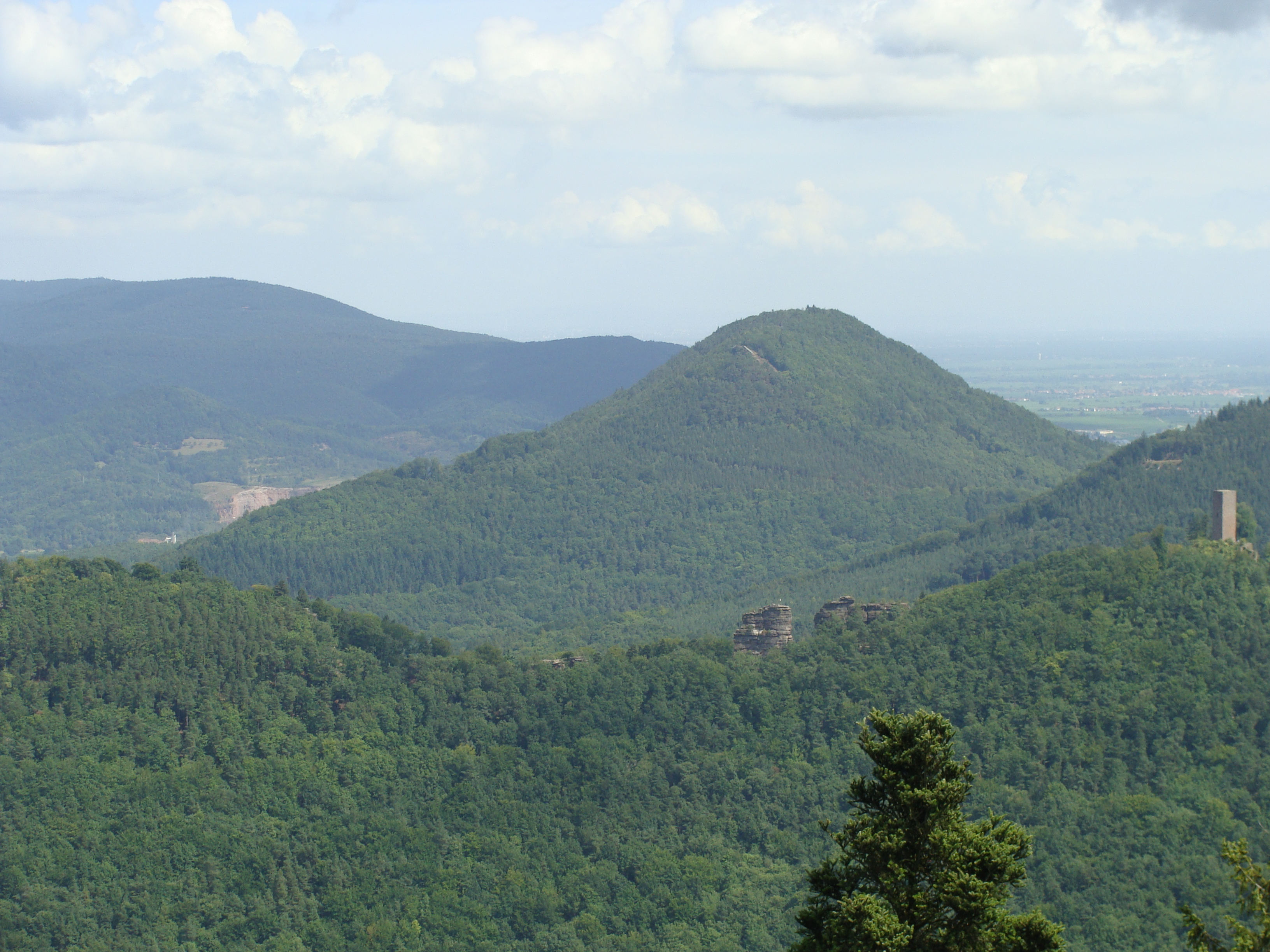
Vue du Hohenberg (Vasgovie de l'est) depuis le Rehberg
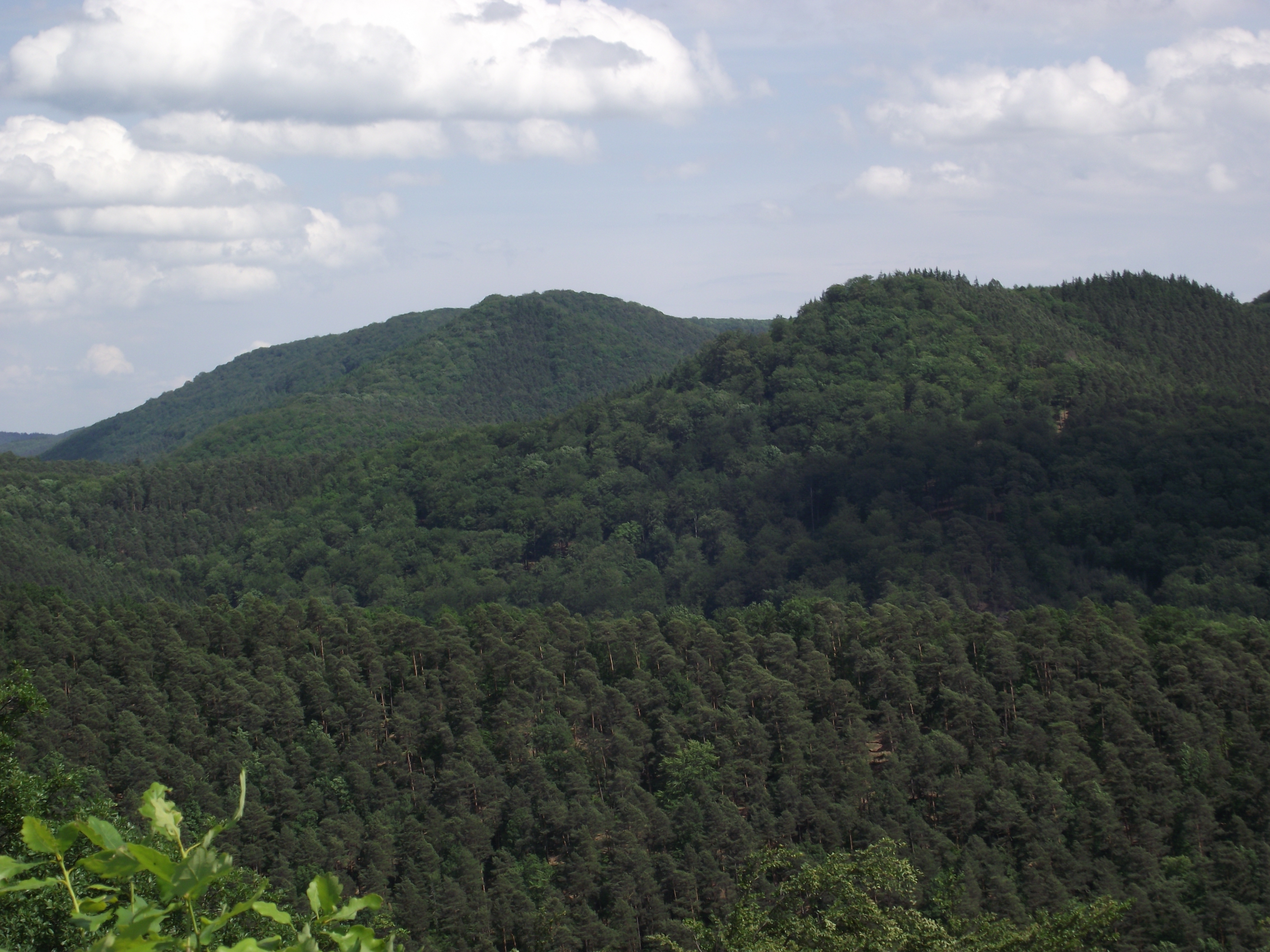
Vue du Mohnenberg (Vasgovie de l'est) depuis le château de Schœneck
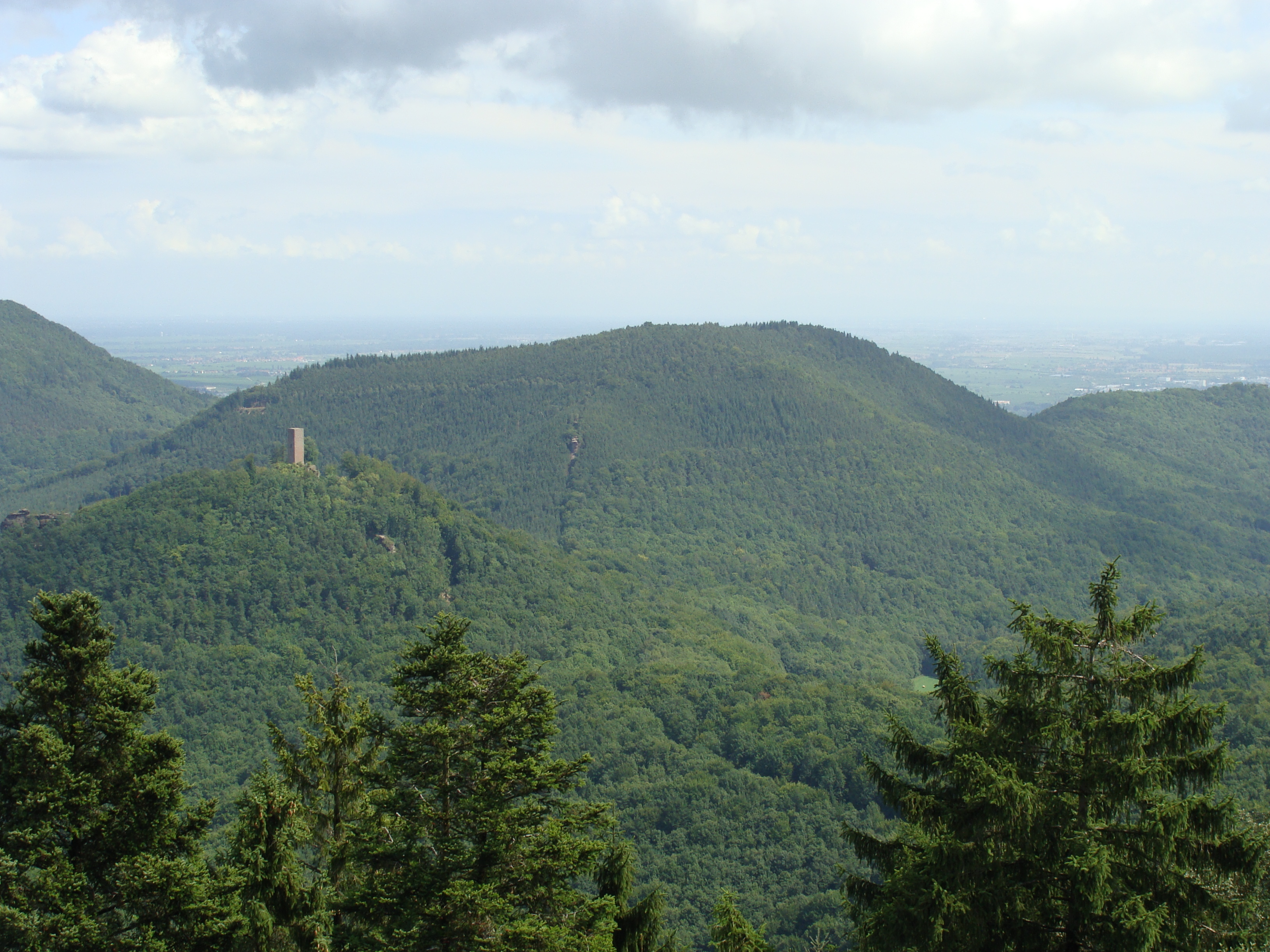
Vue du Föhrlenberg (Vasgovie de l'est) depuis le Rehberg

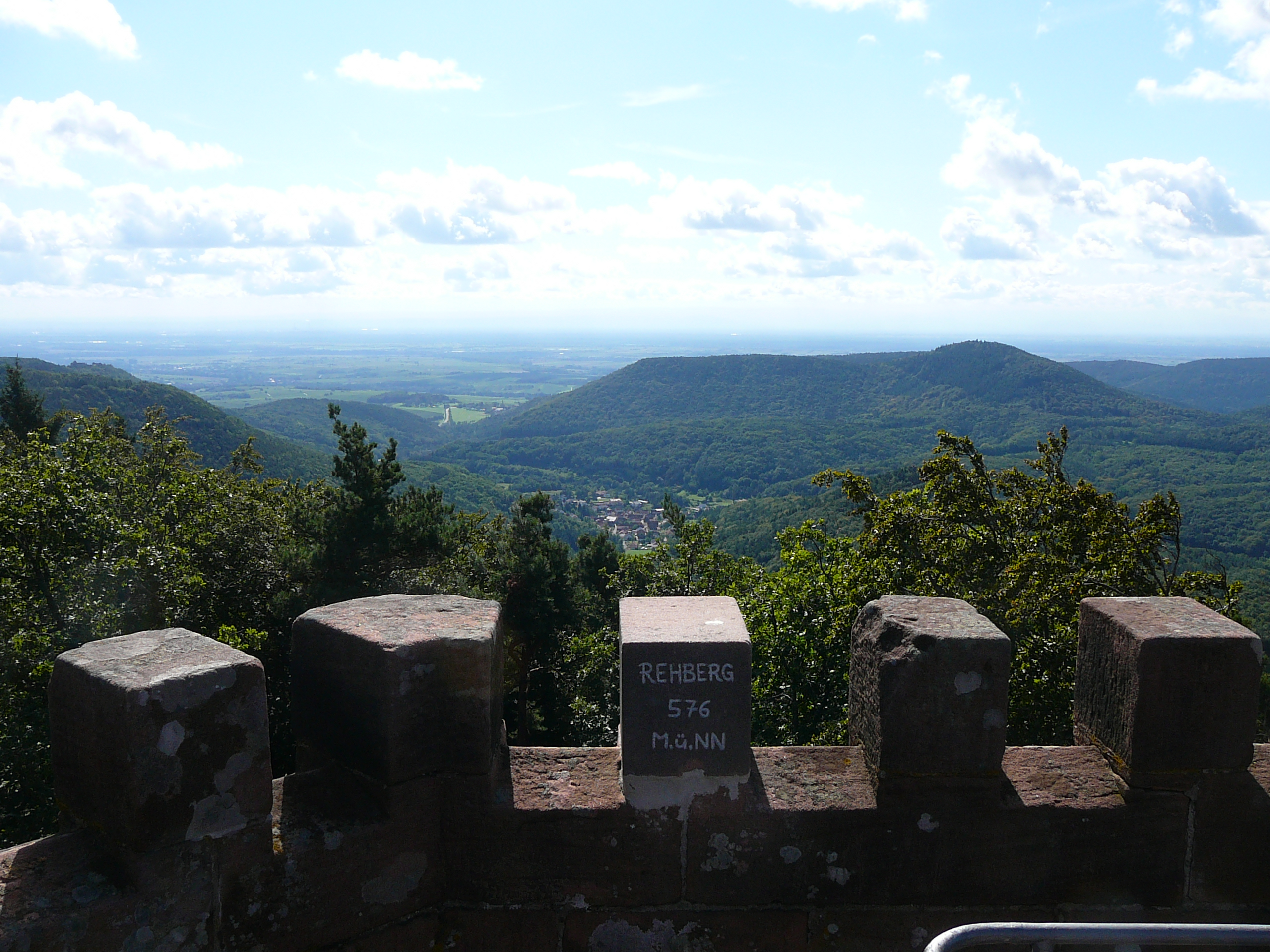
Vue du Treutelsberg (Vasgovie de l'est) depuis le Rehberg
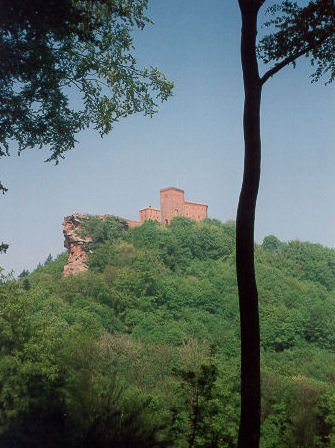
Vue du Sonnenberg avec Trifels (pays des roches de la Vasgovie)
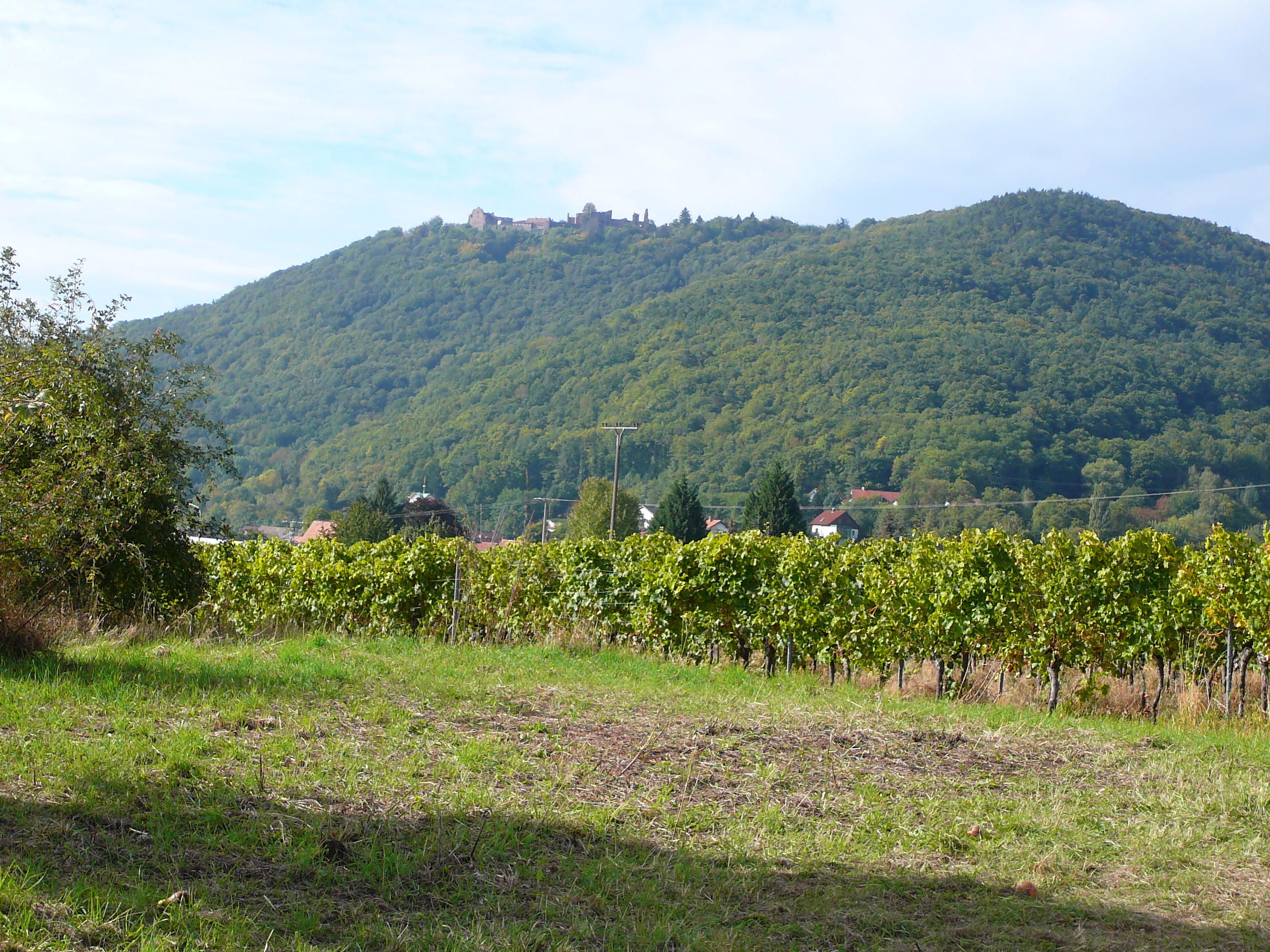
Vue du Rothenberg avec Madenburg (Vasgovie de l'est)
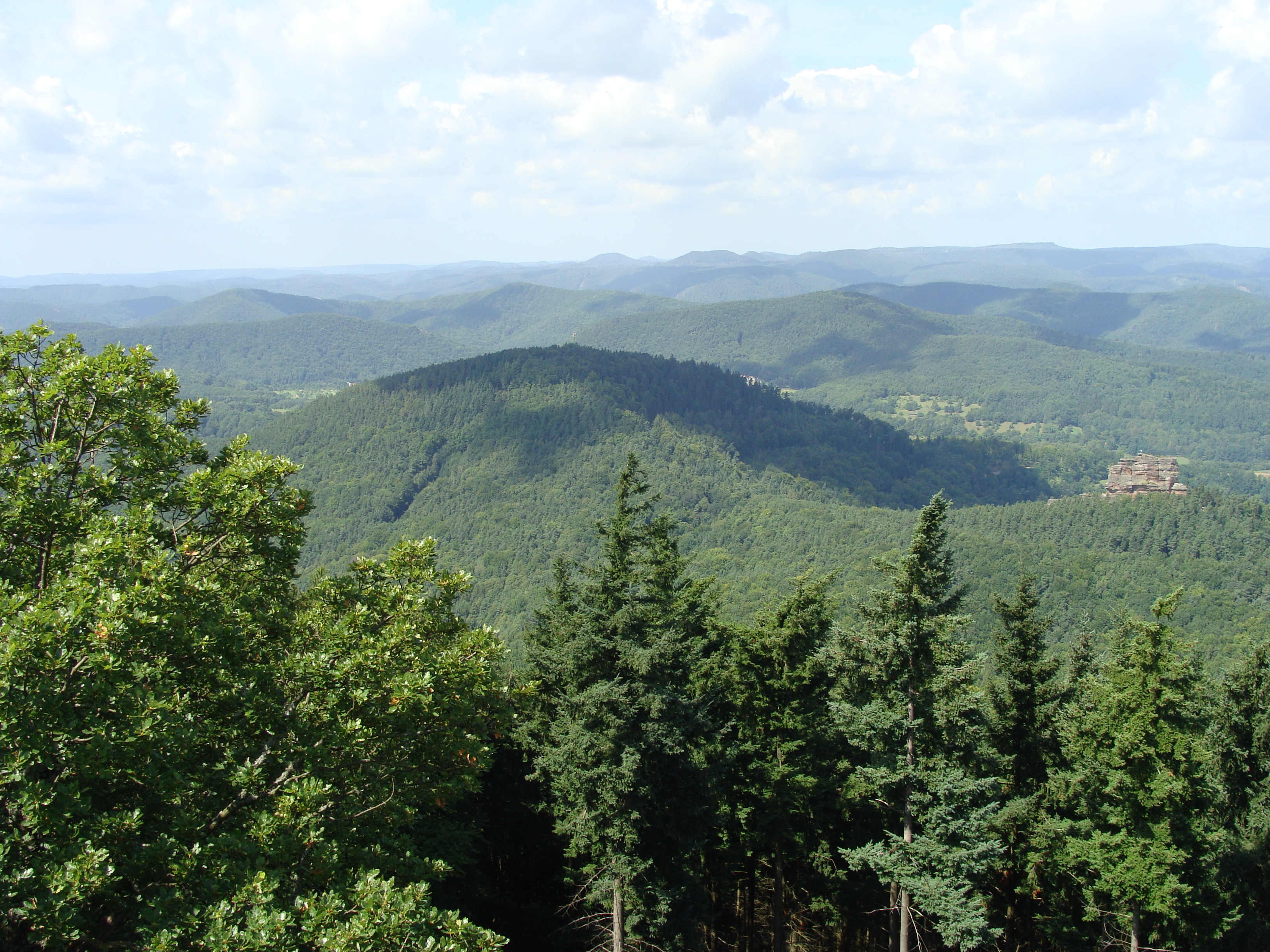
Vue de l'Ebersberg (pays des roches de la Vasgovie) depuis le Rehberg
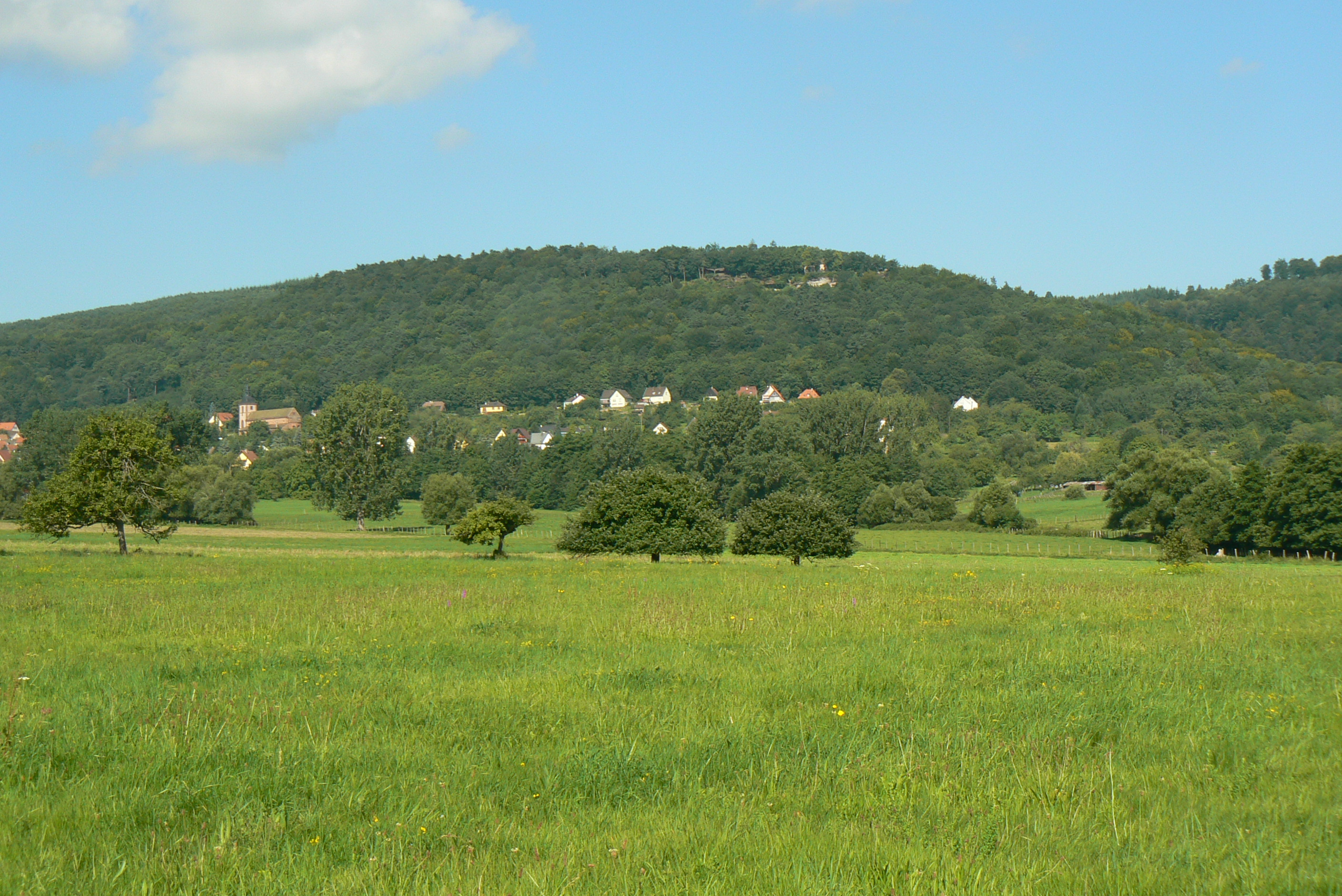
Vue du Mont Saint-Michel (Vasgovie du Sud) depuis Saint-Jean-Saverne